# E-sbírka
E-sbírka nebo e-Sbírka je informační systém veřejné správy, který poskytuje přístup ke všem právním předpisům ČR. Nabízí vyhledávání, mobilní i desktopovou verzi, průběžné aktualizace a platná i minulá znění zákonů. Součástí je také propojení na evropské právo a slovník právních pojmů CzechVoc.

## Historie
1. ledna 2024
Ostrý provoz veřejného portálu e‑Sbírka
1. července 2024
Ostrý provoz systému e‑Legislativa pro mezinárodní smlouvy
15. ledna 2025
Ostrý provoz systému e‑Legislativa pro nařízení
1. července 2025
Ostrý provoz systému e‑Legislativa pro vyhlášky
15. ledna 2026
Plánován ostrý provoz systému e‑Legislativa pro zákony a další právní předpisy.
Vývoj systémů E-sbírka a eLegislativa začal v roce 2007. V eSbírce mělo být právně závazné elektronické znění Sbírky zákonů a mezinárodních smluv garantované státem včetně minulých verzí právních předpisů a možnosti upozornění na změnu daného předpisu. eLegislativa měla podporovat tvorbu a projednávání nových právních předpisů i úpravy jejich starších verzí. V roce 2010 bylo vyhlášeno výběrové řízení na poskytování právních služeb k přípravě a realizaci příslušných projektů a vláda České republiky schválila věcný záměr. Systémy měly být spuštěny k 1. lednu 2014. Původní termín spuštění roku 2013 byl však novým zákonem o Sbírce zákonů a mezinárodních smluv (č. 222/2016 Sb.) posunut až na rok 2020. V roce 2018 podepsalo Ministerstvo vnitra smlouvu s vítězi veřejných zakázek Asseco Central Europe, a.s., a S-EPI, s.r.o. Účinnost zákona č. 222/2016 Sb. byla nicméně zákony č. 277/2019 Sb. a 261/2021 Sb. postupně posunuta na 1. ledna 2023. 
Aby však bylo možné vyhovět požadavku na 12 měsíců ověřovacího provozu, počítalo Ministerstvo vnitra ČR se spuštěním v ostrém provozu až od 1. ledna 2024 a zákonem č. 177/2022 Sb. byla proto posunuta účinnost nového zákona na tento termín.